# Seznam italijanskih atletov
Seznam italijanskih atletov.

## A
- Tiziana Alagia (1973)
- Alessandro Andrei (1959)
- Salvatore Antibo (1962)
- Franco Arese (1944)

## B
- Stefano Baldini (1971)
- Luigi Beccali
- Roberta Brunet
- Mario Birsa (1897–1969)

## C
- Adolfo Consolini
- Edera Cordiale (1920-1993)
- Claudia Coslovich
- Alberto Cova (1958)

## D
- Antonietta Di Martino
- Giuseppe Dordoni
- Gabriella Dorio

## F
- Ornella Ferrara
- Armando Filiput
- Roberto Frinolli

## G
- Maria Guida

## H
- Margherita Hack

## I
- Anna Incerti

## J
- (Lamont) Marcell Jacobs

## L
- Barbara Lah  (1974)
- Simona La Mantia
- Assunta Legnante
- Giuseppina Leone

## M
- Margaret Macchiut
- Magdelín Martínez
- Fiona May Iapichino
- Stefano Mei (1963)
- Pietro Mennea (1952-2013)
- Salvatore Morale

## O
- Linda Olivieri
- Giuseppe Ottaviani (1916–2020)
- Eddy Ottoz (1944)

## P
- Elisabetta Perrone
- Amelia Piccinini
- Paola Pigni
- Agnese Possamai

## R
- Elisa Rigaudo

## S
- Giuliana Salce
- Ileana Salvador
- Annarita Sidoti
- Valeria Straneo

## T
- Gianmarco Tamberi
- Marco Tamberi
- Claudia Testoni
- Filippo Tortu (1998)
- Sara Simeoni (1953)

## V
- Trebisonda (Ondina) Valla (1916-2006)